# 何震寰

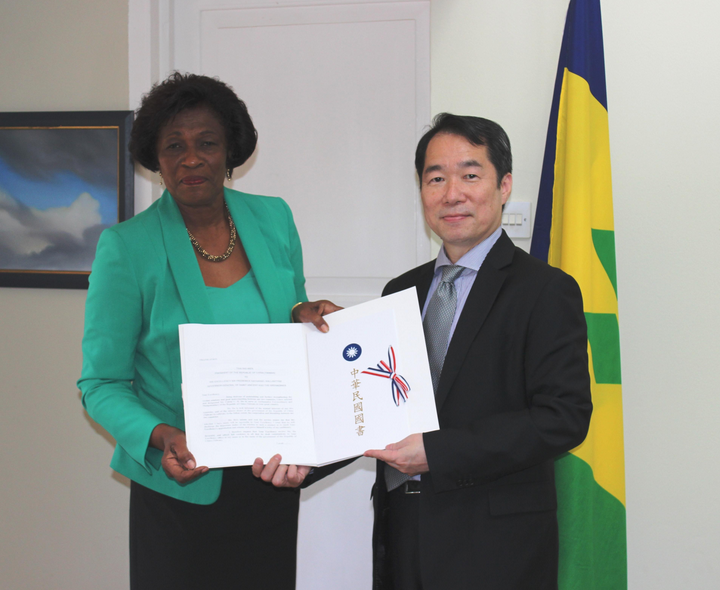
2018年4月10日，何震寰向聖文森國代理總督蘇珊·朵根呈遞到任国书。

何震寰，中華民國外交官、政府官員。畢業於國立臺灣大學政治學系學士、喬治·華盛頓大學國際政策碩士。曾任駐英國台北代表處薦任主事、駐溫哥華／駐西雅圖臺北經濟文化辦事處二等秘書、中華民國常駐世界貿易組織代表團參事銜簡任一等秘書、國家安全會議／外交部政務次長室簡任秘書、外交部新聞文化司副司長、外交部公眾外交協調會副執行長、駐芝加哥臺北經濟文化辦事處總領事銜處長、駐聖文森國大使、外交部領事事務局長等職務，現任駐希臘臺北代表處大使銜代表。

## 家庭
何震寰的妻子是前外交部國際傳播司長、前駐多倫多辦事處長徐詠梅，育有兩女。

## 職業生涯
2015年5月，駐芝加哥辦事處長何震寰應邀見證俄亥俄州辛辛那提市將5月28日定為該市的「新北市日」（New Taipei City Day），儀式由市長克倫理主持，副市長曼恩與全體議員均出席。
2017年5月，駐芝加哥辦事處搬遷至現址。
2018年12月，駐聖文森國大使何震寰與該國副總理兼外交部長史垂克於外交部共同簽署《中華民國（臺灣）政府與聖文森國政府間技術合作協定》。2019年1月，何震寰與該國財政、經濟計畫、永續發展暨資訊科技部長龔沙福於總理府共同簽署《聖文森國智慧巴士及監控系統計畫執行協議》。
2019年7月，中華民國總統蔡英文的「自由民主永續之旅」抵達聖文森國，大使何震寰與該國大禮官Sandy Peters-Phillips登機迎接，代理總督朵根與總理龔薩福則於機梯前迎接。
2021年5月，駐聖文森國大使何震寰與美國駐巴貝多大使塔格利亞拉特拉於中華民國大使館會晤。

## 外部連結
- 何震寰. . 公務出國報告資訊網. 2004年6月25日  [2023年12月27日]. （原始内容存档于2023年12月27日）.